# 全国五一劳动奖状

北京大学医学部获得的全国五一劳动奖状

全国五一劳动奖状，由中华全国总工会颁发，是一个授予中华人民共和国境内（除香港、澳门、台湾）依法注册或登记的非跨地区的企业、事业、机关、社会组织及其他组织以及驻外机构的荣誉称号。
该奖项是中国工人阶级最高奖项之一。

## 获奖资格
据中华全国总工会发布的《全国五一劳动奖状、全国五一劳动奖章、全国工人先锋号评选管理工作暂行办法》，全国五一劳动奖状授予在中华人民共和国境内（除香港、澳门、台湾）依法注册或登记的非跨地区的企业、事业、机关、社会组织及其他组织以及驻外机构。原则上，候选单位应从全国工人先锋号称号获得者中产生。此外，对获得省级革命烈士称号的个人所在集体，或省（部）级党委作出学习、表彰决定的集体，经省、自治区、直辖市总工会申报，也可授予或追授全国五一劳动奖状或全国工人先锋号称号。

### 不得授予该奖项的情形
该奖项不授予涉及下列情形的集体：
- 有拖欠职工工资，欠缴职工养老、工伤、医疗、失业、生育保险，违反国家计划生育政策，未组建工会，未建立职代会和集体合同制度，劳动关系不和谐，能源消耗超标，环境污染严重等情形之一的企业，当年不得申报推荐该奖项候选人；
- 发生安全生产事故、严重职业危害或群体性事件的企业，自事发起三年内不得申报。

### 需要撤销该奖项的情形
在下列情形中，由中华全国总工会审核批准，可以收回奖状：
1. 弄虚作假，骗取荣誉的；
2. 发生重大安全生产事故或严重职业危害的；
3. 发生群体性事件，造成恶劣影响的；
4. 拖欠职工工资，欠缴职工养老、工伤、医疗、失业、生育保险等，拒不改正的；
5. 其他不宜保留荣誉称号的。

## 评选流程
候选对象须经上级工会审核同意，中华全国总工会评审表彰工作领导小组审查、总工会书记处审批等程序，并在一定范围内公示，方能得到该荣誉称号。此外，对部分候选人或推荐对象，有其它的前置审查程序：
- 申报该奖项的企业，须经当地县（市）级以上工商、税务、劳动保障、安全监察、环境保护、人口计生等部门审查同意；
- 此外，若为国有和国有控股企业，企业及其负责人不仅需要上述部门审查同意，还要经过审计、纪检、监察等部门审查同意；
- 申报该奖项的党政机关和社会团体领导干部，要按照干部管理权限，征得有关部门同意。

## 颁发时间
通常，除召开全国劳模表彰大会的年份之外，该奖项在每年国际劳动节前后颁发。但是，对在国际国内有重大影响的事件中，国家经济建设和国防建设中，抢险救灾等危急情况下以及在全国总工会书记处批准的全国示范性劳动竞赛中作出突出贡献的先进集体，也有零星颁发，这一情况被称为“即时授予”。

## 与全国“工人先锋号”称号的区别
与全国“工人先锋号”称号不同，本奖状仅可以颁发给非跨地区的企业、事业、机关、社会组织及其他组织以及驻外机构本身。通常而言，一个机构或其下属班组获得全国“工人先锋号”是获得全国五一劳动奖状的必要条件，因原则上全国五一劳动奖状的候选单位应从全国“工人先锋号”称号获得者中选取。